# Äquatorialguineische Fußballnationalmannschaft der Frauen
Die äquatorialguineische Fußballnationalmannschaft der Frauen repräsentiert Äquatorialguinea im internationalen Frauenfußball. Die Nationalmannschaft ist dem äquatorialguineischen Fußballverband unterstellt und wird von Jean Paul Mpila trainiert. Die Auswahl nahm 2006 erstmals an der Endrunde der Afrikameisterschaft teil und konnte diesen Wettbewerb 2008 als Gastgeber zum ersten Mal gewinnen. Für Olympische Spiele konnte sich Äquatorial-Guinea bisher nicht qualifizieren, 2010 gelang bei der Afrikameisterschaft erstmals die Qualifikation für eine Weltmeisterschaft. Dort traf die Mannschaft in der Vorrunde auf Norwegen, Australien und Brasilien und schied als Gruppenletzter aus. Zuvor trat Äquatorial-Guinea in Pflichtspielen nur gegen andere afrikanische Mannschaften an. Am 18. Juni 2011 wurde im Rahmen der WM-Vorbereitung erstmals gegen eine europäische Mannschaft gespielt. Gegen Luxemburg (Platz 95. der FIFA-Weltrangliste) konnten die Afrikanerinnen mit 8:0 gewinnen.
Im Dezember 2013 erreichte die Mannschaft mit Platz 51 die bisher beste Platzierung in der FIFA-Weltrangliste. Alle bisherigen Heimspiele wurden in der Hauptstadt Malabo ausgetragen.
In der Qualifikation zur Afrikameisterschaft 2014 scheiterte die Mannschaft aufgrund der Auswärtstorregel nach einem 1:1 in der Elfenbeinküste und einem 2:2 im Heimspiel.

## Turnierbilanz

### Weltmeisterschaft
| - 1991: nicht teilgenommen (1. Spiel erst 2002) - 1995: nicht teilgenommen (1. Spiel erst 2002) - 1999: nicht teilgenommen (1. Spiel erst 2002) - 2003: nicht qualifiziert - 2007: nicht qualifiziert - 2011: Vorrunde - 2015: nicht qualifiziert - 2019: nicht qualifiziert (während der Qualifikation von der FIFA suspendiert) - 2023: nicht qualifiziert - 2027: nicht qualifiziert |

### Afrikameisterschaft
| - 1991: nicht teilgenommen (1. Spiel erst 2002) - 1995: nicht teilgenommen (1. Spiel erst 2002) - 1998: nicht teilgenommen (1. Spiel erst 2002) - 2000: nicht teilgenommen (1. Spiel erst 2002) - 2002: nicht qualifiziert - 2004: nicht qualifiziert - 2006: Vorrunde - 2008: Sieger - 2010: Zweiter - 2012: Sieger - 2014: nicht qualifiziert - 2016: disqualifiziert - 2018: Vorrunde - 2022: nicht qualifiziert - 2025: nicht qualifiziert - 2026: nicht qualifiziert |

### Olympische Spiele
| - 1996: nicht teilgenommen (1. Spiel erst 2002) - 2000: nicht teilgenommen (1. Spiel erst 2002) - 2004: nicht qualifiziert - 2008: nicht qualifiziert - 2012: disqualifiziert - 2016: nicht qualifiziert - 2020: ausgeschlossen - 2024: nicht qualifiziert |

## Hintergrund
Nachdem die Mannschaft 2008 den kontinentalen Titel gewann und sich 2010 für die WM qualifizierte, kamen in Afrika Diskussionen auf, wonach mehrere Spielerinnen Männer seien. Mehrere Mitgliedsverbände der Confédération Africaine de Football, u. a. Kamerun, Nigeria und Ghana zweifelten am weiblichen Geschlecht, speziell von Genoveva Añonma und den beiden Geschwistern Bilguissa und Salimata Simporé.